# Antonio Rondon
Antonio Toto Rondon (Malo, 6 gennaio 1956) è un allenatore di calcio ed ex calciatore italiano, di ruolo centravanti.

## Carriera
Nato in provincia di Vicenza, cresce nelle giovanili della squadra del suo paese, il Malo, fino ad approdare nel 1975 in Serie C al Bolzano con cui gioca un paio di stagioni.
Dopo l'esordio in Serie B nel Brescia, torna a giocare in terza serie vestendo le maglie di Barletta e Ancona. Tornato in Puglia, nel campionato 1980-1981 segna 11 reti e passa al Taranto.
Torna al Nord nel 1982, vestendo la maglia del Treviso, con cui segna 16 reti. In seguito passa al Lanerossi Vicenza.
Nella prima stagione in biancorosso è capocannoniere del girone con 24 reti, mentre l'anno dopo ottiene la promozione con 16 segnature, componendo la coppia d'attacco della formazione veneta insieme al giovane Roberto Baggio.
L'annata 1985-1986 vede la cancellazione della promozione in massima serie per il Lanerossi Vicenza, ultima occasione che Rondon ha per giocare nel massimo campionato italiano. Resta comunque a Vicenza senza riuscire a segnare ancora con la regolarità delle stagioni precedenti, fino al 1988, dopo la retrocessione in Serie C1 ed un altro anno in terza serie.
Chiude la carriera nel 1992, a 36 anni, dopo quattro stagioni nel Thiene, di cui tre in Interregionale, vincendo il titolo di capocannoniere del girone nella stagione 1991-1992.
In carriera ha totalizzato complessivamente 66 presenze e 13 reti in Serie B e 278 presenze ed 88 reti tra Serie C e Serie C1.

## Palmarès

### Club

#### Competizioni regionali
- Promozione: 1

Thiene: 1988-1989